# Pentagon
Pentagon (кор. 펜타곤, яп. ペンタゴン; стилізовано PENTAGON, скорочено PTG) — південнокорейський багатонаціональний бой-бенд, сформований в 2016 році компанією CUBE Entertainment. Гурт складається з 9 учасників: Джінхо, Хуі, Хонсок, Шінвон, Йо Вон, Янь Ань, Юто, Кіно та Усок. Початково, гурт складався з 10 музикантів. Кім Хьо Чон залишив гурт та припинив співпрацю з лейблом 14 листопада 2018 року. Усі учасники були представлені через реаліті-шоу на виживання, створене Cube в партнерстві з телеканалом Mnet, Pentagon Maker (укр. Pentagon — Створення). Гурт випустив свій деб'ютний однойменний мініальбом 10 жовтня 2016 року.

## Назва
Назва гурту «Pentagon» означає прагнення створити ідеальний гурт з п'ятьма компонентами, якими обов'язково має володіти айдол: вокал/реп, танці, командна робота, талант і розум.

## Кар'єра

### До дебюту
У 2010 році Хуі був стажером у JYP Entertainment після того, як зайняв перше місце в категорії «Кращий чоловічий вокал» на 7-му фінальному раунді прослуховування JYP. Він також брав участь у першому сезоні серіалу «Китайський ідол», але не зміг пробитися. Кіно був учасником танцювального колективу Urban Boyz. У грудні 2013 року Хуі, E'Dawn, Йо Ван і Кіно брали участь у спеціальному сценічному танці на пісенному фестивалі KBS. У лютому 2014 року E'Dawn і Кіно танцювали на першому концерті Джираю Тангрісука «James Ji Monkey King Fan Meeting». Джінхо дебютував під сценічним ім'ям Jino як учасник SM the Ballad. Хонсок брав участь у реаліті-шоу на виживання Mnet і YG Entertainment Mix and Match. Однак йому не вдалося стати учасником чоловічого гурту-переможця iKon. Він і Джінхо приєдналися до Cube у 2015 році. Янь Ань і Юто пройшли закордонний відбір «Cube Star World Audition» і стали стажерами Cube у 2014 році. У лютому 2015 року Джінхо і Хуі взяли участь у вокальному проекті Seorin-dong Children (서린동 아이들) і випустили римейк класичного твору Лі Вонджина і Рю Кимдок «For All the New Lovers» 1994 року.
31 грудня 2015 року Cube Entertainment оголосили, що під їхнім керівництвом дебютує третій чоловічий гурт після Beast і BtoB під назвою Pentagon.
Гурт провів свій перший сольний концерт «Pentagon Mini Concert Tentastic Vol.1» 6 грудня в Yes24 Live Hall в районі Кванчін, Сеул. Квитки на концерт були розпродані протягом восьми хвилин з моменту надходження в продаж. Вони зробили попередній реліз своєї нової пісні «Can You Feel It» напередодні свого повернення.

### 2016:Pentagon Maker, дебют зPentagonіFive Sensesта японський дебют
26 квітня 2016 року Cube Entertainment представила Pentagon з трейлером «Come in the World». Офіційні Twitter, Facebook і Weibo гурту відкрилися в той же день.
Гурт брав участь у реаліті-шоу південнокорейського телеканалу Mnet Pentagon Maker, яке транслювалося онлайн через цифровий канал M2. Команда була заснована на п’яти категоріях: вокал або реп, танець, талант, розум і командна робота. Кожного учасника оцінювали окремо або як одиницю, щоб визначити, чи підходять вони для того, щоб стати членом Pentagon. Вони мали дебютувати 16 липня 2016 року. Наприкінці шоу Джінхо, Хуї, Хонсок, Йо Вон, Юто, Кіно та Усок були підтверджені як офіційні учасники гурту.
9 липня Pentagon випустив спільні пісні «Young» (продюсер Dok2) і «Find Me» (продюсер Tiger JK). Було випущено музичне відео на «Young», у якому знялися Хуі, Йо Вон, Кіно, Усок і Юто. Спочатку гурт планував провести свій дебютний концерт 23 липня 2016 року на Jamsil Indoor Stadium, але Cube Entertainment перенесли концерт і дату дебюту гурту через внутрішні проблеми.
Офіційний дебют Pentagon відбувся 10 жовтня 2016 року з 10 членами, включно з членами, виключеними з Pentagon Maker, E'Dawn, Шінвоном і Ян Аном. Того ж дня Pentagon випустив свій перший корейський мініальбом Pentagon, що включає сім треків, включаючи головний сингл «Gorilla», і провів свій дебютний шоукейс. Мініальбом посів сьоме місце в чарті Gaon і залишався в топ-10 протягом двох тижнів поспіль у японському щотижневому чарті Tower Record Kpop. 24 жовтня Шінвон не зміг брати участь у акції через травму коліна. 4 листопада Cube повідомили, що офіційний дебют Pentagon в Японії відбудеться 10 грудня 2016 року. 7 листопада Пентагон провів першу зустріч з фанатами за участі 100 осіб. Пентагон отримав прізвисько «King Kongdol» через танець горили в дебютній пісні «Gorilla».
7 грудня гурт випустив свій другий мініальбом Five Senses. Репери Усок і Юто написали слова до головного синглу мініальбому під назвою «Can You Feel It». Її описували як хіп-хоп пісню середнього темпу, яка поєднує сильний біт з веселим гітарним рифом та інтенсивним звучанням духових.
10 грудня Pentagon провів свій перший шоукейс в Японії в Тойосу Піт, Токіо, Японія, на якому зібралося понад 3000 людей. 11 грудня Pentagon з'явивилися на телеканалі Abema TV у шоу Fresh!' Kpopstarz. Прямий етер одночасно дивилося більше 340 000 глядачів. Гурт отримав в чотири рази більше глядачів у прямому ефірі в середньому, ніж такі популярні на той час гурти як Beast, VIXX, BAP, Boyfriend і U-Kiss, і посів друге місце за кількістю глядачів за всю історію програми. Pentagon встановив три рекорди «високої швидкості», включаючи найшвидший дебют гурту в Японії, найшвидший внутрішній сольний концерт і найшвидший концерт з аншлагом. Pentagon брав участь у запису  різдвяного синглу Cube Entertainment разом зі своїми колегами по лейблу Хьон А, Чан Хьон Сином, BtoB, Ро Джі Хуном і CLC. Сингл «Special Christmas» було випущено в цифровому форматі 12 грудня 2016 року як різдвяний подарунок для фанатів.

### 2021:Love or TakeтаDo or Not
28 січня Pentagon випустили пісню «Honey Drop», що стала їхнім першим саундтреком до веб-серіалу Replay: The Moment. Хві був зачислений на строкову службу в якості соціального робітника 18 лютого. Інші учасники гурту вирішили не обирати тимчасового лідера та розділили обов'язки Хуі між собою на той час, поки він буде в армії. У березні гурт з'явився у камео в веб-серіалі Nickname Pine Leaf від SBS. 15 березня 2021 року Pentagon випустили свій одинадцятий мініальбом Love or Take з головним синглом «Do or Not».
14 червня вийшов четвертий японський мініальбом Pentagon — Do or Not, до котрого увійшла японська версія однойменного сингла.
18 серпня Юто, Кіно та Усок випустили спільний цифровий сингл «Cerberus» та музичний кліп до нього.
Джінхо повернувся зі строкової служби 14 листопада. 24 листопада Кіно отримав позитивний тест на COVID-19.

### 2022:In:vite UтаFeelin' Like
24 січня Pentagon випустили свій дванадцятий мініальбом In:vite U з головним синглом «Feelin' Like».
4 березня було оголошено, що фанзустріч «Pentagon's Private Party» буде проведена 2 та 3 квітня.
3 травня Хонсок був зачислений на строкову службу.
9 серпня Кіно дебютував як сольний артист зі спеціальним цифровим синглом «Pose».
14 вересня Pentagon випустили свій п'ятий японський мініальбом Feelin' Like, до якого увійшла японська версія однойменного синглу.

### 2023: продовження діяльності в Японії
У квітні Pentagon анонсували дводенний концерт в Токіо, який було заплановано на кінець травня. Цей концерт став їхнім першим японським концертом за останнім вісім місяців. 10 травня гурт випустив японський цифровий сингл «Shh».

## Учасники
Інформація взята з офіційних профайлів на Naver.
| Статус    | Псевдонім   | Псевдонім   | Псевдонім | Справжнє ім'я | Справжнє ім'я | Дата народження            | Позиція у гурті                                              |
| Статус    | Українською | Англійською | Хангиль   | Українською   | Хангиль       | Дата народження            | Позиція у гурті                                              |
| --------- | ----------- | ----------- | --------- | ------------- | ------------- | -------------------------- | ------------------------------------------------------------ |
| Активні   | Джінхо      | Jinho       | 진호      | Джо Джін Хо   | 조 진호       | 17 квітня 1992 (32 роки)   | Вокаліст                                                     |
| Активні   | Шінвон      | Shinwon     | 신원      | Го Шінвон     | 고신원        | 11 грудня 1995 (29 років)  | Вокаліст                                                     |
| Активні   | Йо Вон      | Yeo One     | 여원      | Йо Чанг-гу    | 여창구        | 27 березня 1996 (28 років) | Вокаліст                                                     |
| Активні   | Янь Ань     | Yan An      | 옌안      | Янь Ань       | 얀안          | 25 жовтня 1996 (28 років)  | Вокаліст                                                     |
| Активні   | Юто         | Yuto        | 유토      | Адачі Юто     | 유토 아다치   | 23 січня 1998 (27 років)   | Репер, танцюрист, вокаліст                                   |
| Активні   | Кіно        | Kino        | 키노      | Кан Хьон Гу   | 강형구        | 27 січня 1998 (27 років)   | Танцюрист, вокаліст, репер                                   |
| Активні   | Усок        | Wooseok     | 우석      | Чон Усок      | 정우석        | 31 січня 1998 (27 років)   | Репер, вокаліст                                              |
| Неактивні | Хонсок      | Hongseok    | 홍석      | Ян Хонсок     | 양홍석        | 17 квітня 1994 (30 років)  | Вокаліст (неактивний через службу в армії)                   |
| Неактивні | Хуі         | Hui         | 후이      | Лі Хві Тек    | 이회택        | 28 серпня 1993 (31 рік)    | Лідер, вокаліст, танцюрист (неактивний через службу в армії) |
| Колишні   | Данн        | Dawn        | 던        | Кім Хьо Чон   | 김효종        | 1 червня 1994 (30 років)   | Репер, танцюрист (2016—2018)                                 |

## Дискографія
| Корейські альбоми - Universe: The Black Hall (2020) | Японські альбоми - Universe: The History (2020) |

## Фільмографія

### Музичні шоу
- Road to Kingdom (Mnet, 2020)[77]

### Реаліті-шоу
- Pentagon Maker (Mnet-M2, 2016)
- Pentory  (Naver V App, YouTube, 2016–present)
- Pentagon's Textbook (Naver V App, 2016–2018)
- Pentagon's Private Life  (MBC HeyoTV, 2016–2017)
- Pentagon's To Do List (Naver V App, 2017)
- Pentagon's TNL (Thursday Night Live) (Naver V App, 2017) (YouTube, 2019)
- Just Do It Yo! (YouTube, 2018–present)
- Pentagon X Star Road (Naver V App, 2019–2020)[78]

### Серіали
- Spark (Naver TV Cast, 2016)
- Hello, My Twenties! 2 (JTBC, 2017)

## Концерти та тури

### Тури
- 1st Japan Zepp tour - «Dear Cosmo Tour» (2019)[79][80]
- Prism World Tour (2019) [81]

### Концерти
- Pentagon Mini Concert Tentastic Vol.1 - Love (2016)
- PENTAGON 1st Concert in Japan (2017)[82]
- Pentagon Mini Concert Tentastic Vol.2 - Trust (2017)[83][84]
- Pentagon 2017 Tentastic Live Concert in Japan (2017)[85][86]
- Pentagon Mini Concert Tentastic Vol.3 - Promise (2017)[87]
- Pentagon 2017 Tentastic Live Concert in Tokyo (2017)
- Pentagon Mini Concert Tentastic Vol.4 - Dream (2017)[88]
- PENTAGON! Great Live Concert in Japan 2018 Your Whiteday (2018)[89]
- Pentagon Mini Concert Tentastic Vol.5 - Miracle (2018)
- Pentagon concert "PRISM" (2019)[90][91]
- 2020 Pentagon Online Concert [WE L:VE] (2020)[92]